# Saks Fifth Avenue
Saks Fifth Avenue è una catena di grandi magazzini statunitensi di proprietà e gestione della Saks Fifth Avenue Enterprises (SFAE), una sussidiaria della Saks Incorporated. Compete con i grandi magazzini di New York come Neiman Marcus, Bergdorf Goodman e Barneys New York. Il quartier generale di Saks è a New York.
La Saks Fifth Avenue Enterprises possiede 54 negozi e 48 outlet, tutti sotto il nome Saks.

## La storia
Saks Fifth Avenue è il successore di un business fondato da Andrew Saks nel 1867 e incorporato a New York nel 1902 con il nome di Saks & Company. Il fondatore morì nel 1912 e nel 1923 la Saks & Co. si fuse con la Gimbel Brothers, Inc., operando come una sussidiaria autonoma. Il 15 settembre 1924, Horace Saks e Bernard Gimbel aprirono il primo Saks Fifth Avenue a New York.
Quando Adam Gimbel, cugino di Bernard, divenne il presidente di Saks Fifth Avenue nel 1926, la compagnia mirò ad un'attività nazionale. Il primo negozio distaccato fu aperto a Palm Beach, in Florida, nel 1926. Un altro seguì a Southampton (stato di New York nel 1928. Ma il primo vero grande magazzino fuori sede completo fu aperto a Chicago nel 1929, seguito da un altro negozio a Miami Beach. Nel 1938 Saks si espanse anche sulla West Coast, aprendo a Beverly Hills, California.
Alla fine degli anni trenta Saks aveva un totale di 10 negozi, anche in zone residenziali come Mount Stowe, Sun Valley e Newport Beach. Altri grandi magazzini completi furono aperti nel 1940 a Detroit e nel 1949 a Pittsburgh. Il negozio di San Francisco aprì nel 1952. Altre espansioni condussero ad aprire negozi nel Texas, nel Midwest e perfino in Arabia Saudita, rendendo così Saks una compagnia internazionale. Nel novembre 2007, Saks ha aperto un negozio anche a Città del Messico. Nel 1998 la società è stata comprata da Proffitt, Inc., che alla fine dell'acquisto ha cambiato il proprio nome in Saks Incorporated.
Il 18 maggio 2009 Diego Della Valle, patron della Tod's, ha comunicato l'acquisto di una quota del 5,9% dei grandi magazzini di lusso americani Saks per 30,3 milioni di dollari, diventando il secondo azionista. Secondo Bloomberg Della Valle ha acquistato 8.500.000 titoli fra il 20 febbraio e il 15 maggio. Nell'ottobre 2010 Della Valle sarebbe salito al 20 % del capitale, ciò lo porterebbe ad essere il maggior azionista insieme al magnate delle comunicazioni Carlos Slim Helú.

## Saks nella cultura pop

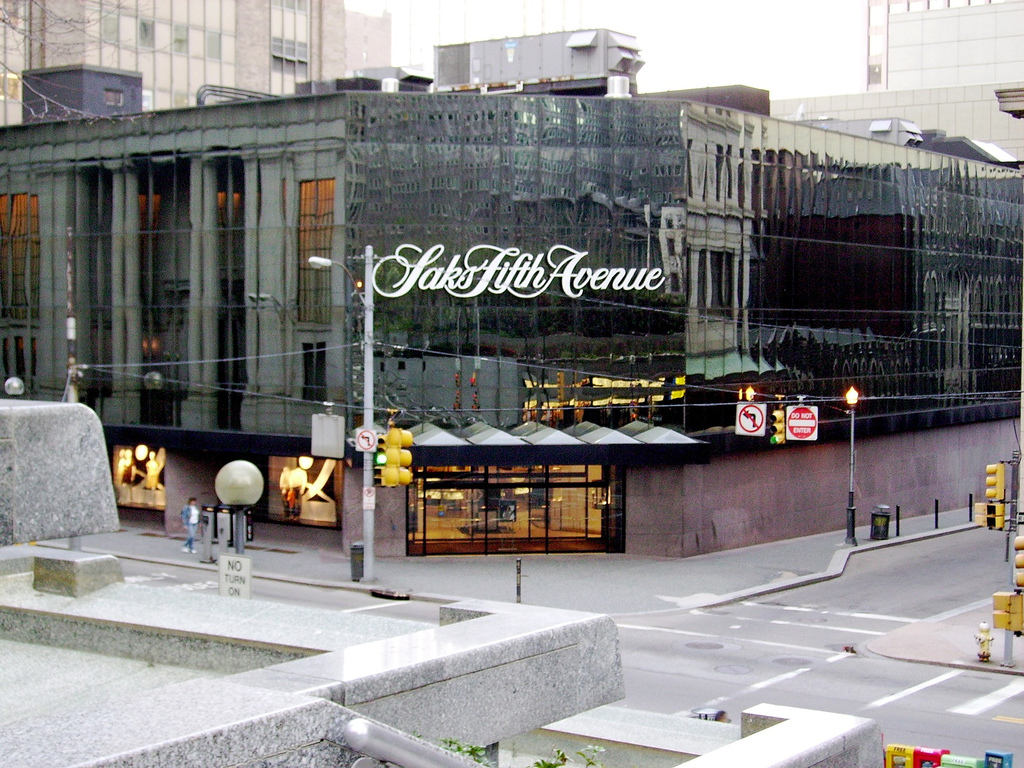
Sede di Pittsburgh

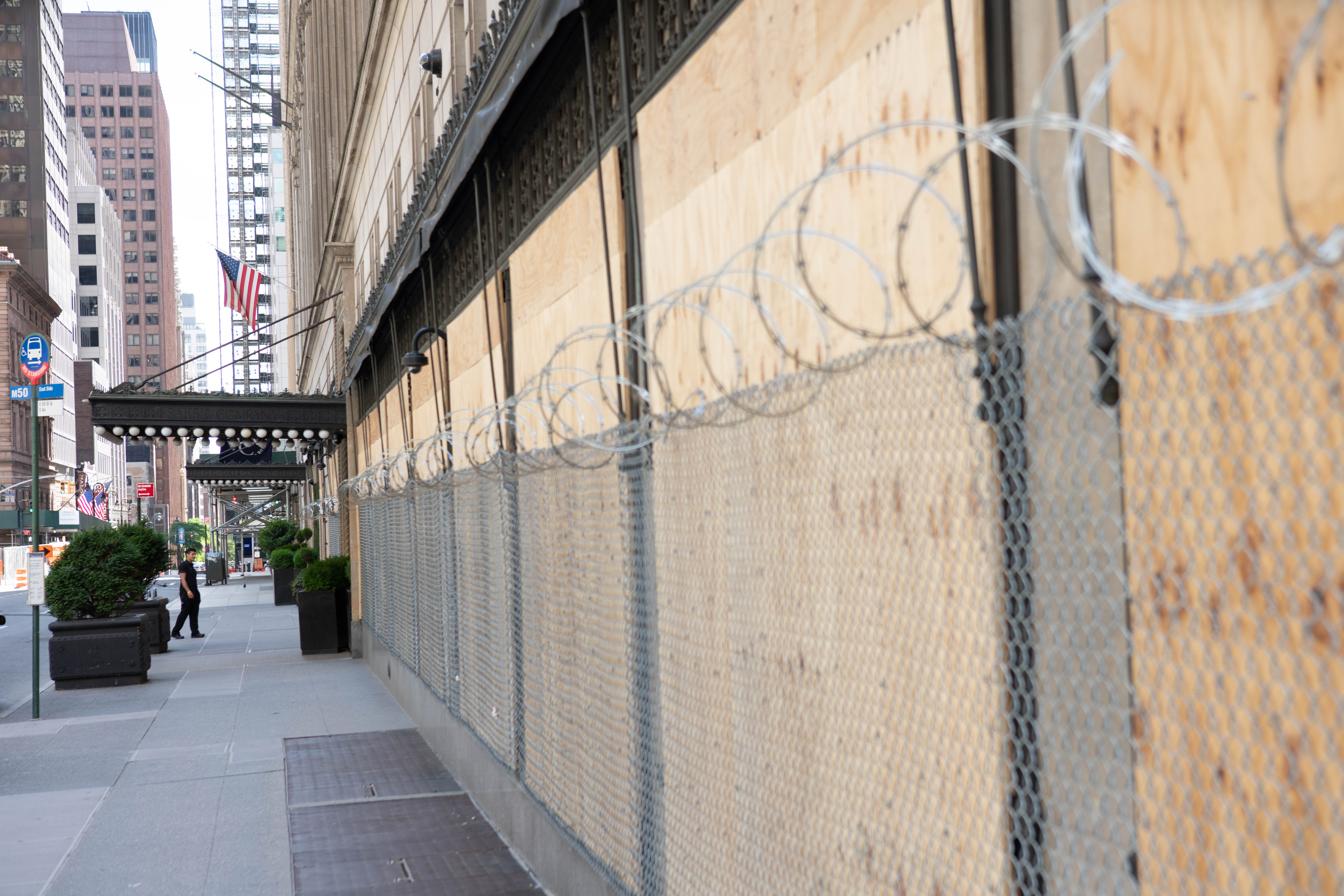
L'edificio di Saks circondato da filo spinato, con vetrine coperte da tavole di legno e difeso con guardie private per prevenire saccheggi durante le proteste di Black Lives Matter a New York

- Nel film Ragazze a Beverly Hills, Saks è menzionato come uno dei negozi preferiti di Cher e Madonna.
- Nel fittizio regno di Molto Molto Lontano, in Shrek 2, il negozio Saxon Fifth Avenue è una parodia di Saks.
- Nel film Shall We Dance? del 2004, Susan Sarandon lavora da Saks.
- In un episodio de I Simpson, Lisa va a fare shopping da Saks Fifth Grade.
- In un episodio di Friends, a Rachel Green viene offerto un colloquio di lavoro da Saks.
- Nella serie Sex and the City, uno dei negozi preferit da Carrie Bradshaw è proprio Saks Fifth Avenue.
- La Mercedes-Benz ha creato venti automobili firmate Saks, chiamate S600 Saks Edition. Sono state tutte acquistate nell'arco di sette minuti dalla messa in vendita al pubblico.
- Nel film White Chicks, Marcus (travestito da Tiffany Wilson) accusa Megan Vandergeld di aver rubato da Saks.
- Nel racconto Un giorno ideale per i pescibanana, Muriel glass sposta un bottone sulla camicetta comprata da Saks.
- Nel film The Women (2008) la catena di negozi di Saks è un riferimento nominato più volte: la protagonista (Meg Ryan) disegna una linea di vestiti che le viene chiesto di commerciare da Saks e Annette Bening, di fronte ai figli di un'amica che nel negozio gridano di odiare Saks risponde indignata "Ora devi ascoltarmi: quello che ti dirò è molto importante e dovrai tenerlo a mente per il resto della tua vita. Nessuno odia Saks!"
- Nel film Shopgirl (2005) la protagonista Claire Danes lavora da Saks.
- Nel libro La versione di Barney viene menzionato Saks Fifth Av. quale meta di una delle mogli del protagonista.
- Citato nel libro di Mordecai Richler "La versione di Barney".
- Nel film Il ponte delle spie (2015) Ivan Schischkin suppone che il cappotto rubato a James B. Donovan sia stato acquistato da Saks Fifth Avenue.